# Gliose
Gliose is een niet-specifieke verandering van gliacellen als reactie op schade van het centraal zenuwstelsel. In de meeste gevallen heeft gliose te maken met de proliferatie of hypertrofie van verschillende gliacellen, waaronder astrocyten, microglia en oligodendrocyten. In gevallen van extreme beschadiging kan de proliferatie door gliose leiden tot de vorming van een gliaal litteken.
Het proces van gliose omvat een aantal cellulaire en moleculaire reacties die enkele dagen kunnen duren. De eerste reactie bij beschadiging is de migratie van macrofagen en lokaal gelegen microglia naar de locatie van de beschadiging. Dit proces dat een variant van gliose teweegbrengt; microgliose, begint uren na de initiële beschadiging van het centraal zenuwstelsel. Na 3 tot 5 dagen worden ook de oligodendrocyte precursor cellen aangeworven naar de locatie van beschadiging, waarbij deze de myelineschede herstellen. De laatste stap van de gliose is astroglise, waarbij astrocyten gevormd worden, deze maken het grootste deel uit van het gliale litteken.